# Font del gat (abrevadero)
La Font del gat o Font de Sant Agustí Vell es una fuente gótica (reconstruida) situada en el Barrio de Ribera de Barcelona . Está en los bajos de la casa que tiene la fachada principal en la Plaza de Sant Agustí Vell y hace esquina con las calles de Carders y Tantarantana (por debajo de la cual pasaba el Rec Comtal que alimentaba la fuente).
Es una fuente muy significativa de la ciudad, ya que el uso principal era como abrevadero para los caballos que entraban por el Portal Nou.

## Historia

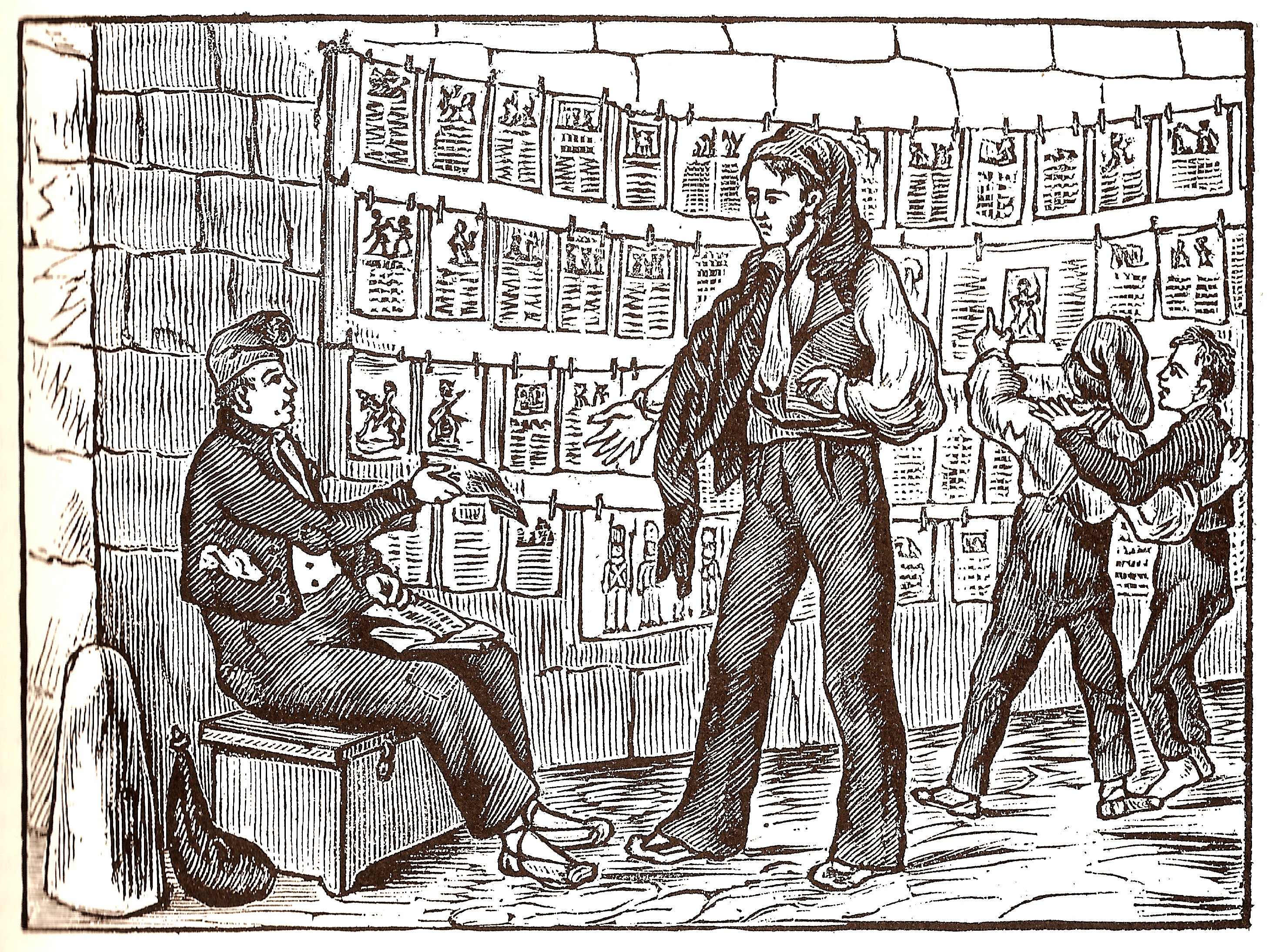
Ilustración sobre los romances de ciego vendidos en «pliegues de caña y cordel», en la pared de la Fuente de Sant Agustí Vell en un grabado catalán de 1850 (recogido por Joan Amades en 1984).

Los primeros vestigios conservados de fuentes situadas en vías o edificios públicos proceden de la Edad Media, cuando la ciudad formaba parte de la Corona de Aragón . Era un importante eje marítimo y comercial del mar Mediterráneo . El recinto de la ciudad fue creciendo desde el primitivo casco urbano —el que hoy en día es el Barrio Gótico—, y en el siglo XIV surgió el barrio del Raval . Barcelona tenía entonces unos 25.000 habitantes.
En este período se crearon diversas fuentes en toda la ciudad, para asegurar un suministro regular a la población. Así como el uso industrial del agua estaba asegurado con el Rec Comtal y la canalización del agua de Montjuïc hasta el Pla de la Boqueria, el consumo doméstico se efectuaba principalmente a través de pozos, que dependían de la pluviometría y provocaban escasez de suministro en épocas de sequía. Así, en esta época se abrieron diversas fuentes, la mayoría de carácter eminentemente utilitario, por lo que no hubo mucho lugar para la creación artística.

### Derribo
Hasta principios del siglo pasado, el agua salía de una cabeza de gato, por eso recibía el nombre de Font del Gat, para distinguirla de la que hay al otro lado de la plaza (más moderna estilo Canaletes ). Desgraciadamente esta fuente original desapareció cuando el ayuntamiento derribó la casa en 1996 para construir viviendas sociales. En el lugar donde se encontraba la fuente, dejaron una sucursal de La Caixa. Al cabo de un tiempo, cuando los vecinos la reclamaron, el ayuntamiento hizo una réplica (con tres bocas como se ve en la foto), ya que no pudieron encontrar las piedras de la fuente original.

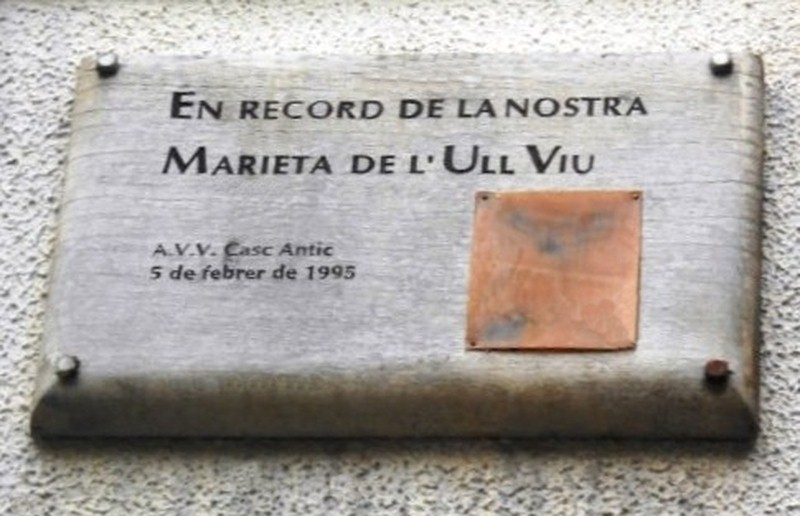
Recordando a la Marieta del Ojo vivo

## Controversia
Popularmente se la conoce como, Font del Gat o Font de la Marieta de l'Ull viu, (la Font del Gat de Montjuich es de 1928 y no habría tenido tiempo de ser una canción popular) o también como (la de la canción Baixant de la Font del Gat), como recuerdo de Marieta que según la tradición de los vecinos, nació en la calle Portal Nou, sin salir nunca del barrio y que la letra «baixant de la font del gat,» debería de decir «pasant per la font del gat…» pues cerca de la plaza había (hasta hace unos años, convertida en caja de reclutas) el cuartel militar construido sobre el Convento de San Agustín, derribado por orden de Felipe V, por haber sido un centro de fuerte resistencia del Barrio de Ribera en 1714.

## Galería

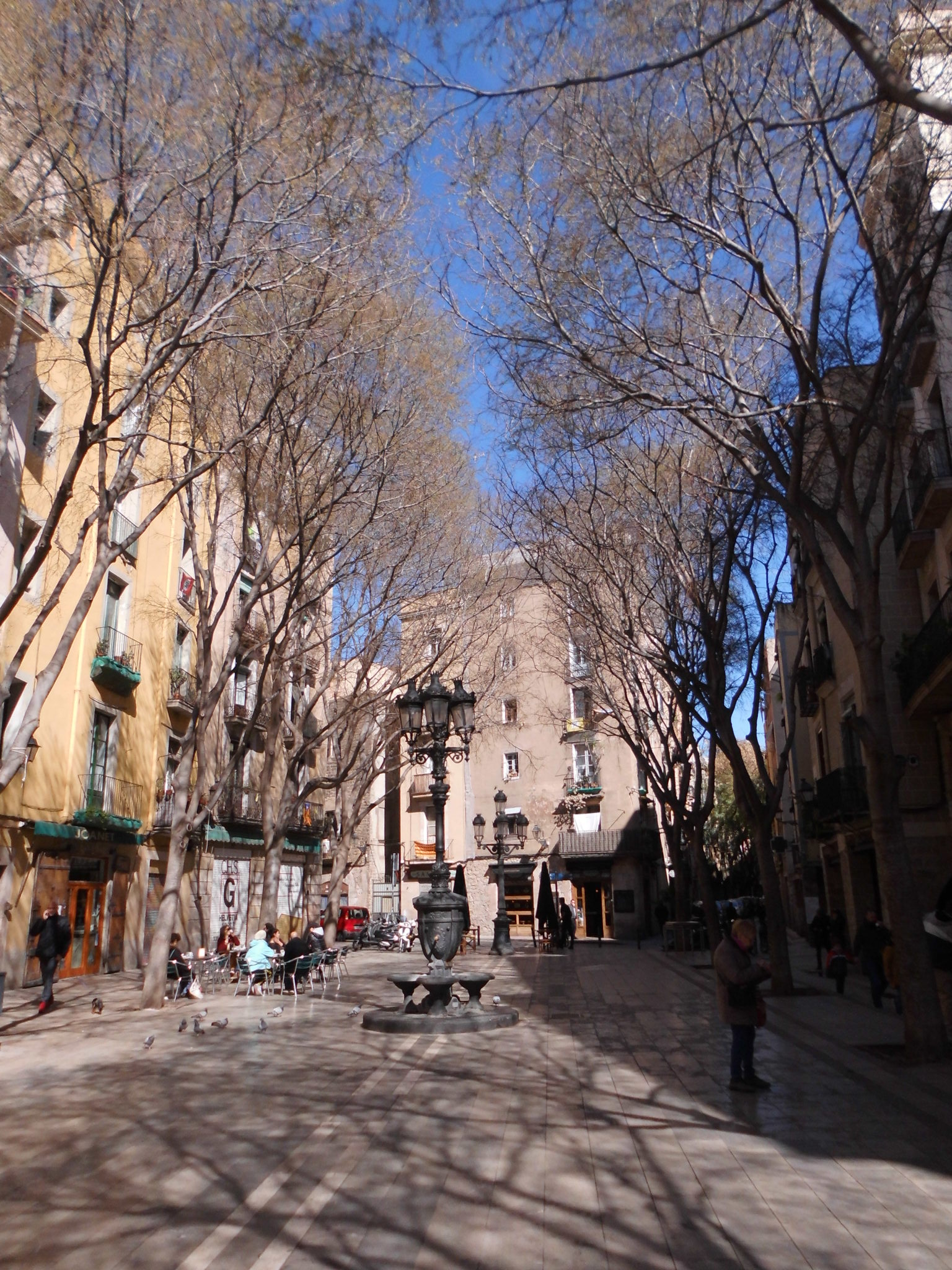
Plaza de Sant Agustí Vell
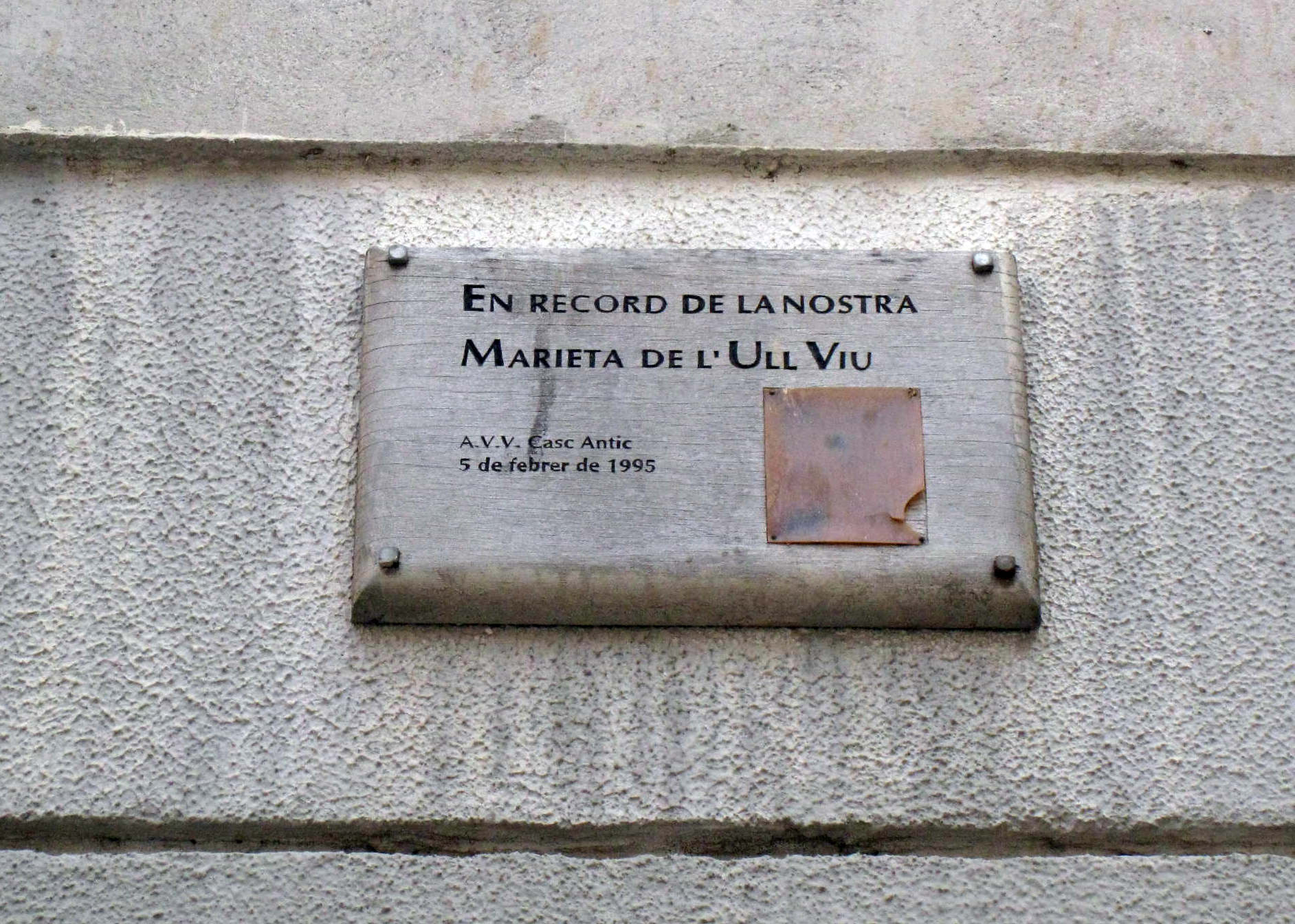
Placa dedicada a la Marieta de l'Ull Viu